# 霍恩韋德巴赫河
47°20′47″N 8°25′21″E / 47.34637°N 8.42243°E

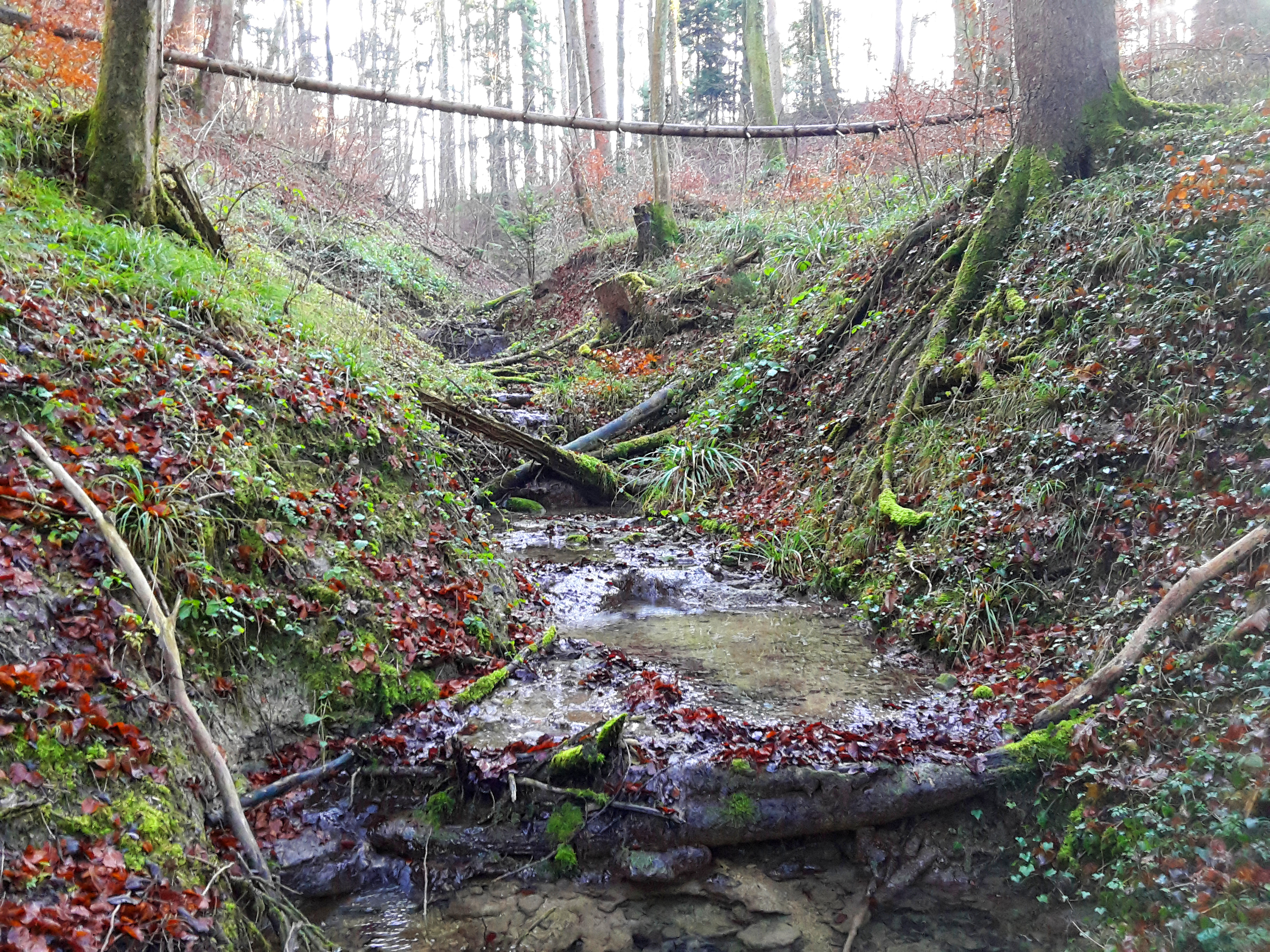

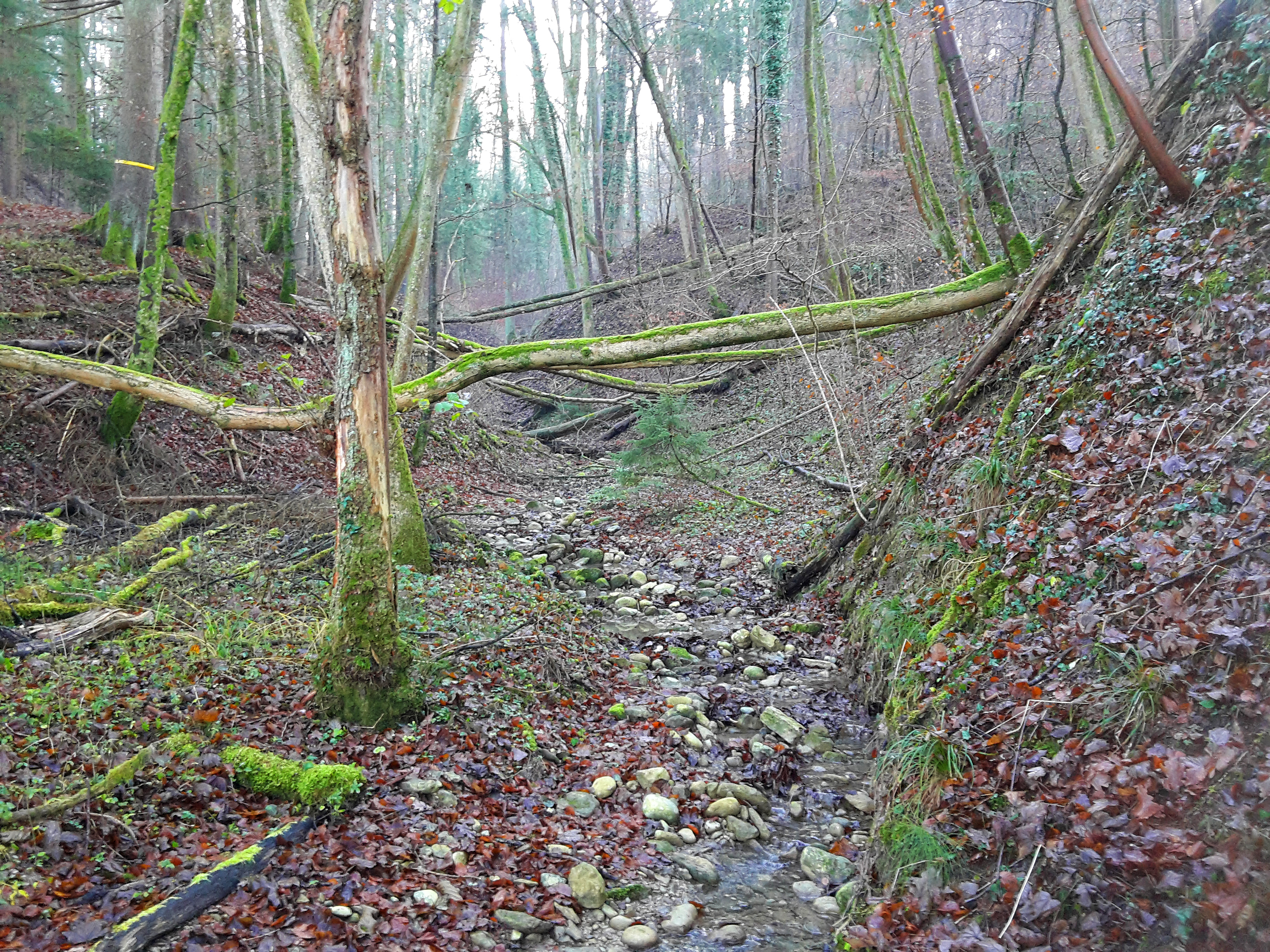

霍恩韋德巴赫河是瑞士的河流，位於該國北部，流經蘇黎世州，屬於倫訥倫巴赫河的右支流，河道全長0.9公里，流域面積0.4平方公里，發源自埃施。